# Terrington
Pour les articles homonymes, voir Terrington St Clement et Terrington St John.
Terrington est un village et une paroisse civile du Yorkshire du Nord, en Angleterre.